# 이즈모자키정
이즈모자키정(일본어: 出雲崎町 이즈모자키마치[*])은 일본 니가타현 주에쓰 지방에 있고 동해와 접한 산토군의 정이다.

## 역사
료칸의 출생지로 마쓰오 바쇼의 오쿠로 가는 작은 길에도 등장했다. 에도 시대에는 막부 직할령이 되었고 기타마에선의 기항지, 사도가섬에서 나오는 금은의 양륙장으로 번창했다. 일본의 "근대 석유 산업 발상지"이며 종이 풍선의 생산이 일본 제일이기도 하다. 먼 곳까지 얕은 바다가 펼쳐져 여름이 되면 해변의 여름 학교에 타지역에서 학생들이 방문한다.
- 1616년 - 이즈모자키 대관소가 설치되었다.
- 1957년 6월 20일 - 산토군 니시코시촌과 합병하였다.

## 교통

### 철도
- 동일본 여객철도 에치고선

### 도로
- 국도 116호선
- 국도 352호선
- 국도 402호선
- 국도 460호선